# Bolltjärnen (Arvidsjaurs socken, Lappland)
Bolltjärnen är en sjö i Arvidsjaurs kommun i Lappland och ingår i Åbyälvens huvudavrinningsområde. Sjön har en area på 0,0359 kvadratkilometer och ligger 358,6 meter över havet.

## Delavrinningsområde
Bolltjärnen ingår i det delavrinningsområde (727978-168849) som SMHI kallar för Utloppet av Östra Kikkejaure. Medelhöjden är 376 meter över havet och ytan är 67,25 kvadratkilometer. Räknas de 23 avrinningsområdena uppströms in blir den ackumulerade arean 452,54 kvadratkilometer. Avrinningsområdets utflöde Åbyälven mynnar i havet. Avrinningsområdet består mestadels av skog (56 procent). Avrinningsområdet har 18,79 kvadratkilometer vattenytor vilket ger det en sjöprocent på 27,9 procent.